# 1121. grenadirski polk (Wehrmacht)
1121. grenadirski polk (izvirno nemško 1121. Grenadier-Regiment; kratica 1121. GR) je bil pehotni polk Heera v času druge svetovne vojne.

## Zgodovina
Polk je bil ustanovljen 11. julija 1944 kot sestavni del 553. grenadirske divizije in novembra istega leta je bil uničen v Spodnji Alzaciji.
Ponovno je bil ustanovljen 31. januarja 1945. 